# Homotherium
Homotherium is een geslacht van uitgestorven sabeltandkatten, dat wijdverspreid was over het noordelijk halfrond gedurende het Pleistoceen (2 miljoen-100.000 jaar geleden).

## Beschrijving
Homotherium had het formaat van een Afrikaanse leeuw en een gebit met kortere, meer afgeplatte en teruggekromde hoektanden dan de sabeltandkat Smilodon. Grote exemplaren uit het Vroeg Pleistoceen, die werden gevonden in Untermaßfeld (Thüringen), worden geschat op ongeveer tweehonderd tot vierhonderd kilogram. Het geslacht bereikte ongeveer honderdtien centimeter schouderhoogte. De vorm was katachtig, maar in vergelijking met andere sabeltandkatten heeft de kromzwaardkat enkele morfologische eigenaardigheden. Hoewel ze redelijk grote en sterke dieren waren, hadden ze veel slankere en langere benen dan bijvoorbeeld Smilodon of Megantereon die tegelijkertijd ook gebruikelijk waren in Eurazië, Afrika en Amerika. Net als bij Smilodon waren de voorpoten langer dan de achterpoten, wat resulteerde in een aflopende achterlijn. In tegenstelling tot dit geslacht had Homotherium relatief korte hoektanden, die ook meer gebogen, plat, gekarteld en vlijmscherp waren. Met deze wapens was het waarschijnlijker dat het zijn slachtoffers verwondde dan diepe kneuzingen toebracht. De kiezen waren relatief zwak en waren niet geschikt voor het bijten van botten. De schedel was langwerpiger dan die van Smilodon. Net als bij andere sabeltandkatten was de staart vrij kort. De klauwen bij Homotherium lijken niet volledig intrekbaar te zijn, wat bepaalde puzzels voor de wetenschap met zich meebrengt. Ze kunnen hebben gediend als spikes, vergelijkbaar met de honden en hyena's van vandaag, om aanhoudende achtervolgingen mogelijk te maken.

## Leefwijze
In Noord-Amerika, onder andere bij de teerputten van Rancho La Brea in Californië, kwam de soort Homotherium serum voor. Grote zoogdieren zoals herten en paarden stonden op het menu van deze katachtige. Ook jonge slurfdieren werden bejaagd door Homotherium, waarschijnlijk in groepen.
Met name de vondsten uit de Friesenhahn-grot maken het mogelijk conclusies te trekken over de manier van leven en in het bijzonder over de eetgewoonten van deze dieren. Naast verschillende skeletten van jonge en volwassene Homotherium, werden de overblijfselen van meer dan tweehonderd jonge prairiemammoeten (Mammuthus columbii) in deze grot gevonden. Bijna allemaal waren ze ongeveer twee jaar oud, wat overeenkomt met de leeftijd waarop jonge olifanten af en toe weggaan van hun moeder en beginnen met het verkennen van de kudde. In sommige delen van Afrika vallen jonge Afrikaanse olifanten op deze leeftijd vaak ten prooi aan leeuwen, waardoor een zekere vergelijking kan worden gemaakt met betrekking tot het dieet en de jachtgewoonten van Homotherium en sommige leeuwenpopulaties. Dit suggereert dat de sabeltandkatten hen ver van de kudde verrasten en hen snel de fatale wond toedienden met hun lange hoektanden. Later zullen ze hun slachtoffers naar de grot hebben gesleept om voor hun jongen te zorgen. Omdat er, afgezien van de mammoeten, maar heel weinig andere prooidieren zijn gevonden, kan in principe worden uitgesloten dat de dieren zich alleen met dode dieren voedden. Een dergelijke specialisatie van prooien in soorten en leeftijdsstructuur is niet compatibel met aas eten. Om deze reden kan ook worden uitgesloten dat Canis dirus de mammoeten de grot in heeft gesleept. Homotherium lijkt zich te hebben gespecialiseerd in vrij grote prooien als voedsel. Het uitsterven ervan zou dus verband kunnen houden met de gelijktijdige verdwijning van de proboscis van het noordelijk halfrond. Vanwege de vermoedelijke grote prooi en het feit dat Homotherium relatief slank was in vergelijking met de huidige leeuwen, wordt aangenomen dat deze katten in een roedel handelden. De aflopende achterlijn, de slanke constructie van de ledematen en de zwakke klauwen geven aan dat Homotherium een langeafstandsloper was en de voorkeur gaf aan open habitats zoals steppen.

## Soorten en verspreiding
Homotherium werd gevonden in Afrika vanaf het Vroeg-Plioceen, ongeveer 5 miljoen jaar geleden, en heeft zich mogelijk ontwikkeld vanuit Machairodus. Naast het Afrikaanse continent leefden de dieren tot aan het Pleistoceen ook in Eurazië en Noord-Amerika. De laatste vondsten uit Afrika zijn 1,5 miljoen jaar oud.

### Homotherium latidens
Een aantal verschillende soorten (nestianus, sainzelli, crenatidens, nihowanensis, ultimum) zijn beschreven uit Eurazië, die voornamelijk verschillen in lichaamsgrootte en de vorm van de hoektanden. Als we echter kijken naar het intrinsieke bereik van schommelingen in de grootte van de grote katten van vandaag, is het niet onwaarschijnlijk dat iedereen terug te voeren is op een enkel type Homotherium latidens. Van het vroege Pleistoceen in Afrika werden Homotherium ethiopicum en Homotherium hadarensis beschreven, maar ze verschillen slechts weinig van de Euraziatische vormen.
Het algemene beeld uit het fossielenbestand laat zien dat Homotherium latidens, het Europese type van de sabeltandkat, ongeveer 500.000-300.000 jaar geleden stierf in het Midden-Plioceen. Hoewel Homotherium latidens wijdverspreid was in het Vroeg- en vroege Midden-Pistoceen en de overblijfselen ervan relatief vaak worden gevonden, zijn complete vondsten van het skelet zeldzaam. Verschillende schedels werden gevonden in de Catalaanse vindplaats Incarcal (provincie Girona), verdere fossiele resten komen uit Senèze (Auvergne) en de Engelse Kents Cavern. Het chronologisch jongste fossiel uit Steinheim an der Murr (300.000 - 200.000 jaar oud) dat in een veilige context werd gevonden, werd genoemd in een publicatie in 1961, niet langer in latere publicaties.
In 2003 werd een onderkaakfragment uit de Noordzee gepubliceerd, dat in maart 2000 tijdens het vissen in de vaargeul naar de haven van Rotterdam was ontdekt en met een datering van slechts ongeveer 28.000 BP was gedateerd. In die tijd was het zuidelijk deel van de huidige Noordzee geen zee, maar land. De kaak maakt nu deel uit van de collectie van het Natuurhistorisch Museum Rotterdam. Als de bevindingen authentiek zijn en het fossiel tot de moderne tijd niet door mensen tot dit punt is gebracht, zou dit aantonen dat de sabeltandkat nog steeds een tijdgenoot was van de Europese cro-magnonmens. Als een verdere indicatie van het voortbestaan van de sabeltandkat in het Euraziatische Jonge Pleistoceen, werd een ongeveer zestien centimeter hoog paleolithisch beeldje uit de grot van Isturits in de Franse Pyreneeën aangegeven.
De hoge snuit moet denken aan een sabeltandkat. Deze interpretatie wordt tegengesproken door de auteurs van een studie uit 2009, die geen duidelijke overeenstemming vonden over Homotherium bij de herziening van de jonge paleolithische kunst. De geciteerde figuur, die alleen beschikbaar was als foto voor de Tsjechische zoöloog en auteur Vratislav Mazák, heeft een achterlijn die kenmerkend is voor holenleeuwen, terwijl sabeltandkatten een schuine achterlijn hebben. Bovendien, met het aanzienlijke aantal katachtige afbeeldingen in vroege paleolithische cabaret- en grotschilderingen, is er geen enkele verdere illustratie die verwijzingen naar de sabeltandkat bevat. Daarentegen zijn er talloze afbeeldingen van de holenleeuw. Toen Homotherium verscheen in het Euraziatische Jonge Pleoceen, moet het buitengewoon zeldzaam zijn geweest. In 2012 werden vier tanden en enkele beenderen van de sabeltandkat Homotherium latidens ontdekt in de archeologische vindplaats Schöninger Speere (Nedersaksen). Hun leeftijd wordt aangegeven als 300.000 jaar.

### Homotherium serum
Een zeer gelijkaardig type Homotherium serum leefde in Noord-Amerika van het Boven-Plioceen tot het Boven-Pleistoceen. Hun overblijfselen zijn op verschillende plaatsen tussen Alaska en Texas gevonden. Het Amerikaanse Homotherium werd naast Smilodon in het zuiden van Noord-Amerika gevonden. In het noorden van het continent was het echter de enige sabeltandkat. In het verleden werd de Amerikaanse soort vaak Dinobastis genoemd. Homotherium heeft zich mogelijk ontwikkeld vanuit Machairodus in het Plioceen. Homotherium overleefde in Noord-Amerika tot ongeveer 12.000 jaar geleden, zodat het nog steeds de bevolking van de Clovis-cultuur ontmoette. Een bijzonder bekende locatie van Homotherium serum is de Friesenhahn-grot in wat nu Texas is. Naast de overblijfselen van honderden jonge mammoeten, werden de skeletten van 30 Homotheriums en verschillende exemplaren van de Pleistocene wolf Canis dirus gevonden.

### Homotherium venezuelensis
In 2011 werd voor het eerst ook Homotherium in Zuid-Amerika gevonden. Het exemplaar kreeg de soortnaam Homotherium venezuelensis. De fossielen zijn ongeveer 1,8 miljoen jaar oud en dateren uit het vroege tot middelste Pleistoceen en werden samen met andere soorten, zoals de sabeltandkat Smilodon, gevonden op de vindplaats van El Breal de Orocual in Monagas in het noorden van Venezuela. Het landschap waarin Homotherium daar leefde, leek misschien op een savanne, vergelijkbaar met de hedendaagse Llanos.